# 畢宿星團
畢宿星團（Hyades，也稱為 Melotte 25、Collinder 50或Caldwell 41）是一個疏散星團，位於金牛座。星團中，明亮的恆星们與紅巨星畢宿五共同構成一個「V」字型。雖然從地球上看起來毕宿五似乎是畢宿星團的成員，但實際上並非如此。畢宿星團距離地球151光年，是距離最近的一個星團（雖然大熊座移動星群（Ursa Major Moving Group）距離更近，不過它並非一個星團）。

## 特徵
畢宿星團的距離可以精確的測量出來是因為每顆恆星的視向速度與自行運動都是相同且充分的被測量出來，所以可以很容易去計算精確的距離。根據依巴谷衛星的觀測，畢宿星團距離地球151光年。
畢星團的星數在300個以上，總質量約300太陽質量，為球形，視直徑約15°，線直徑約10秒差距。其中心離太陽約44秒差距。以43千米／秒的速度漸漸遠離地球。
毕星團的潮汐半径（洛希极限）約为10秒差距（～直径65光年），而顯著的星團核心直徑則為18光年。根據赫羅圖顯示，它的年齡介於5億7500萬－6億7500萬年之間，比昴星團年老些。
畢宿星團很可能與鬼星團的來源相同。

## 歷史

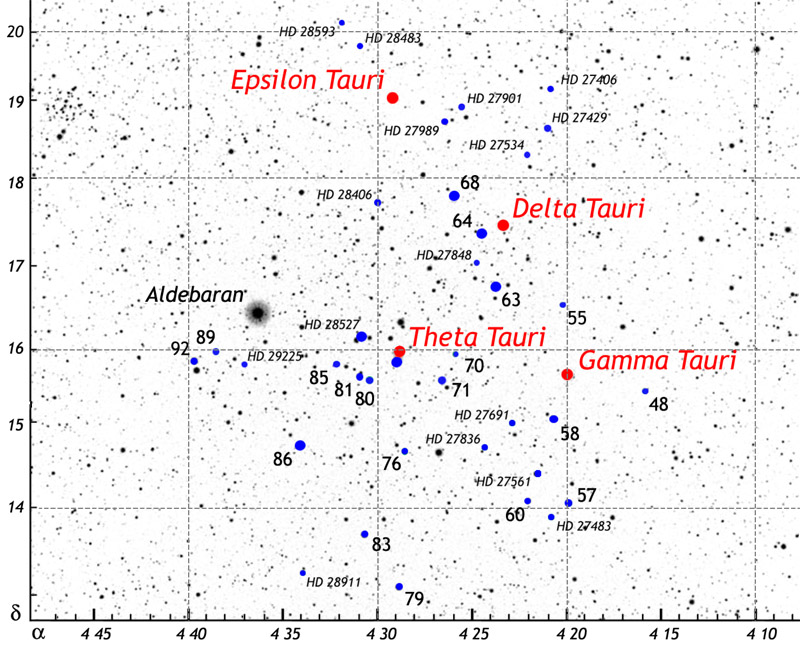
在畢宿星團核心中的亮星

在希臘神話中，畢宿星團被認為是泰坦神阿特拉斯的五個女兒許阿得斯（Hyades）所化。在她們的兄弟許阿斯（Hyas）過世之後，這些姊妹傷心自殺，其真情感動天神，於是被宙斯變成天上的畢宿星團。在希臘看到畢宿星團的時候正是雨季之初，所以古人認為雨水就是許阿得斯姐妹們痛哭時落下的淚水。
作為裸眼就可以看見的天體，畢宿星團在有歷史記載之前就已經被發現了。它也在無數作者，包括荷馬、奧維德的經典著作中被提及。 在伊利亞德第十八卷，畢宿星團的眾星與昴宿星團、大熊座、和獵戶座一起出現在赫淮斯托斯為阿喀琉斯製作的盾牌上。
在英格蘭，這個星團被稱為"April Rainers"，形成與四月的驟雨的關聯，並被收錄在民歌Green Grow the Rushes, O內。
這個星團可能在1654年被義大利天文學家喬瓦尼·巴蒂斯塔·奧迪耶納（Giovanni Battista Hodierna）首次紀錄在星表中，隨後出現在17、18世紀的許多星圖集中。但是，夏爾·梅西耶沒有將畢宿星團加入他在1781年編輯的梅西耶星表中，因此它不像蜂巢星團、昴宿星團和M67，它缺少梅西爾的編號。
在1869年，天文學家R.A. Proctor觀察到有許多散佈在天空中很大距離的恆星以與畢宿星團相似的速度通過空間。在1908年，刘易斯·博斯（Lewis Boss）累積了25年的觀測支持這個說法，將這些有著爭議但存在著共同運動集團的恆星稱為金牛座星流 (現在一般稱為畢宿星流或畢宿超星團)。博斯發表了一個圖表，追溯出這些散射運動的恆星會收斂於一個共同的點。  
上個世紀的20年代，普遍的認為畢宿星團和昴宿星團有個共同的起源，在1927年，魯道夫 克萊因注意到這兩個星團之間可能有大規模的關聯性"。20世紀的大部分時間，科學家研究的重點在確定它的距離；构建演变的模型；確認或排除成員；以及各成员星的特性等。

## 外部連結
- Information on the Hyades from SEDS
- Astronomy Picture of the Day （页面存档备份，存于）
- WEBDA open cluster database website for Hyades cluster （页面存档备份，存于） - E. Paunzen (Univ. Vienna)